# HAYATE
『HAYATE』（はやて）は、風童じゅんによる日本の漫画作品。フォーミュラ1を題材としたモータースポーツ漫画。
『月刊少年マガジン』（講談社）誌上において、1992年3月号から連載開始。その後連載誌を『マガジンGREAT』（同）へ移して、1997年7月号まで連載された。全43話、単行本は全12巻。

## 概要
風童の連載デビュー作品。これまで一度もレースを完走した事の無い弱小チーム「レラ」と、その前に現れた天才ドライバー「日向俊郎」が共にF1世界選手権の頂点へと登り詰めていくまでを描いた作品。1990年代前半のF1をリアルに描いており、この時代に活躍したチーム・ドライバーがすべて実名で登場する他、マシンの描写も優れていた事から、一部のF1ファンなどから人気を博した。

## あらすじ
1992年シーズンのF1世界選手権、純和製F1チーム「レラ」はシーズン残り2戦でこれまで無完走という弱小チーム。スポンサーからは、次のレースで結果を残せなければ契約を打ち切ると言われ、ピンチに陥っていた。そんな折、一人の謎の男がチームを訪ねてくる。その男は日向俊郎と言い、「自分をドライバーとして雇ってみないか」と切り出す。チーム監督である真田はチームの弱点を言い当てた彼に何かを感じ、入団テストをする事に決める。
迎えたテスト当日、俊郎はあろうことかテストの場所を間違え、そこで中堅チーム「マーキュリー」のエース、アレックス・バトラーと対面する。テストに遅刻した俊郎に真田の娘である果穂やチームスタッフが不信感を募らせる中、入団テスト開始。ちょうどその時、舞台となるシルバーストン・サーキットでは強豪チーム「ウィリアムズ」がテストを行っている最中、その年のチャンピオンであるナイジェル・マンセルがタイムアタックを行っていた。しかし、俊郎は驚異的なコーナリングスピードによりウィリアムズよりも非力なマシンで、マンセルが記録したタイムをあっさり上回ってしまう。実はこの男、F3やF3000で弱小チームを何度となく優勝させた「優勝請負人」と呼ばれる天才ドライバーだったのだ。レラはこの結果に、俊郎を日本GPでセカンドドライバーとして起用する事を決める。

## 登場人物

### チーム・レラ
（TEAM RERA FORMULA ONE）
日向俊郎（ひゅうが としろう）
この作品の主人公、23歳（1992年・連載開始時）。F3やF3000で弱小チームを渡り歩いてはそのチームを優勝に導いた天才ドライバー。鳴り物入りでレラに加入して以来、そのテクニックと情熱でチームをトップチームへとのし上げる原動力となる。「ソニックターン」という驚異的なコーナリングと「セナ足」と肩を並べるほどのアクセルワークが武器。普段は脳天気かつ軽薄とも取れる性格だが、レース、そしてライバルに対してはかなり熱い性格を見せる。しかしその一方で精神的に弱い面もあるのか、物語の後半では最大のライバル・バトラーの引退によってレースへの情熱を失い、自らも引退を考えるほどになってしまったり、チャンピオンの懸かった1994年シーズンの鈴鹿では、緊張からかレース前にモーターホームに引き篭もるなどといった場面もあった。両親を事故で失っており、1994年のサンマリノGPでアイルトン・セナが事故死した時にはレース（運転）に対する一定の恐怖心を果穂に打ち明けている。
| 1992年 | レラ・コスワース（第15戦日本、第16戦最終戦オーストラリア）                                              |
| 1993年 | レラ・スプレンダー（全戦）                                                                              |
| 1994年 | レラ・フォード（開幕戦ブラジル～第5戦スペイン） レラ・カムイ（第6戦カナダ～第16戦最終戦オーストラリア） |

ジョー・S・カジワラ（Joe S Kajiwara）
レラのエースドライバー、30歳（1992年）。デトロイト生まれの日系2世アメリカ人で本名は「Joseph Shingoro Kajiwara」。レラの結成当時からドライバーを務めている。しかしデビューシーズンは全戦予備予選落ち、2年目となる1992年シーズンも予選を通過してもリタイアを重ね、一度もレースを完走出来ないという屈辱的なシーズンを送っていた。しかし、俊郎の加入によるチームの進化に同調する様にレースでの完走、入賞を増やすようになっていく。俊郎に対しては、仲間意識に引けを取らない程のライバル心を持っており、1993年シーズンの鈴鹿でそれを一気に表面化させ、1994年シーズンのマーキュリーへの移籍を決める事になる。とても熱い性格で、彼の叱咤激励もレラをトップチームへ育て上げる力となった。普段は土佐弁を話す。尊敬するドライバーはエマーソン・フィッティパルディ、ジル・ヴィルヌーヴ。
| 1991年 | レラ・エンジン不明（全戦）         |
| 1992年 | レラ・コスワース（全戦）           |
| 1993年 | レラ・スプレンダー（全戦）         |
| 1994年 | マーキュリー・スプレンダー（全戦） |

真田果穂（さなだ かほ）
この作品のヒロイン的存在、現役高校生の16歳（1992年）。レラのチーム監督である真田幸冶の娘。実質はチームスタッフでは無いが、ほとんどのレースに同行している（最終話では、卒業後にチームに就職する事を示唆している）。俊郎に対しては、最初の内はその脳天気な性格を軽蔑していたようだが、共に選手権を戦っていくうちに信頼と好意を寄せるようになっていく。気の強い性格で、騒ぎ立てるマスコミを黙らせたり、サポーターに襲いかかったりとかなりのおてんば娘だが、食事当番でシチューを作る（但し、ニールのイタズラによってこぼしてしまった為、味は不明）など家庭的な一面も見せる。
真田幸冶（さなだ こうじ）
チーム・レラ監督。1988年にチーム・レラを旗揚げし、ヨーロッパのF3000に参戦。チーム通算6勝をあげたのち、1991年からF1へとステップアップを果たす。1994年シーズン途中のカムイによる買収により、神麗香がチームオーナーとなるが、真田はそのままレラの監督としてレースに関わり続ける。妻と娘の果穂が居り、妻は日本に残っている。俊郎には絶対の信頼を置いており、また俊郎も真田を「おやっさん」と呼んで慕っている。
ケビン
レラの技術スタッフ。多くのチームスタッフの中でも数多く作中に登場する名脇役。キーボードの打ち込み・計算を得意としている様で、そのスピードは麗香を上回る。

### マーキュリー
（MERCURY GRAND PRIX ORGANIZATION）
アレックス・バトラー（Alex Butler）
マーキュリーのエースドライバー、27歳（1992年）。アイルランドの伯爵家であるバトラー財団の御曹司であり、父ジョン・ヘンリー・バトラーも元F1ドライバーである。本名、サー・アレクサンダー・ヘンリー・バトラー、ニックネームは「アル」。F3000時代に雨のレースでは無敵を誇った事から「雨の魔術師」の異名を取る天才ドライバー。1991年にレラからF1デビューを果たすも、その当時のレラの戦闘力の無さからまともにレースも出来ないままシーズンを終える。レラを見限った後、マーキュリーチームへ移籍した後は一躍トップドライバーへの道を歩んでゆくこととなる。俊郎の最大のライバルであり、またバトラー自身も俊郎を真のライバルと認めている。1994年シーズン、スプレンダーエンジンを手に入れたマーキュリーチームでチャンピオン争いに加わるほどの活躍を見せるが、シーズン中盤に目に異状をきたし、フランスGPでの俊郎との激闘の後に引退を発表する（しかしその後病を克服し、カムバックする事を示唆している）。「幻惑」と呼ばれるオーバーテイク技術を武器にしており、その技術の謎を知っているのはカジワラだけである。
| 1991年 | レラ・エンジン不明（全戦?）                                      |
| 1992年 | マーキュリー・ランボルギーニ（全戦）                             |
| 1993年 | マーキュリー・フォード（全戦）                                   |
| 1994年 | マーキュリー・スプレンダー（開幕戦ブラジル～第7戦フランス→引退） |

ローザ・バトラー
アレックス・バトラーの妹、21歳（1992年）。果穂と同様に実質のチームスタッフでは無かったようだが、アレックスについて殆どのレースに同行している。兄の引退に伴って、1994年シーズン中盤からマーキュリーのチーム・マネージャーとなる。ランディ・ブロッツァーの真の実力を見抜き、起用をチームに働きかけるなど手腕を振るう。
ブライアン・マーキュリー
マーキュリーの監督。

### チーム・カムイ
（KAMUI ENGINEERING PROJECT）
神麗香（じん れいか）
チーム・カムイの監督で19歳（第13話。1992年末～1993年初頭?）の現役女子大生。神コーポレーションの令嬢であり、親から与えられた学資金をもとに1993年にチーム・カムイを旗揚げし、F1参戦を開始する。勝つ為には手段を選ばない冷徹な性格。参戦当初からレラ（俊郎）をライバル視しており、妨害とはいかないまでも様々な手でレラを苦しめる。1994年シーズン中盤、自らが開発したエンジンを一番速く走らせられるのは俊郎であると知り、レラごと俊郎を買い取るという暴挙に出るが、学資金でレースをしている事を知った父親（神コーポレーション会長）に資金をストップされてしまう。それによりチーム撤退を余儀なくされるが、麗香のF1に対する情熱を知ったレラ陣営と和解した事により、レラとの共闘という形で合併、レラ・カムイとして参戦を開始する。典型的なお嬢様気質で高飛車な面が目立つが、ネーナとラルフにマイネの参戦するドイツGPのチケットを贈ったり、パドックに招待するなどといった心優しい面も見せる。スタッフからの呼び名は「ボス」。
ルドルフ・マイネ（Rudolf Meine）
チーム・カムイのエースドライバー、ドイツ出身。ニックネームは「ルディー」。かつて、メルセデスに契約を一方的に破棄された事から恨みを持っており、メルセデスエンジンを搭載したザウバーチームのマシンやメルセデスジュニアチーム出身のミハエル・シューマッハを見ると暴走してしまうという「メルセデス・パラノイア」を抱えており、それによってドイツ出身であるにも関わらず、ドイツのファンからは嫌われ者となっていた。しかし1993年のドイツGPでの俊郎との真剣勝負を境にそれを克服、シューマッハに次ぐ（あるいは同等の）人気を得る。カムイがレラと合併しレラ・カムイとなってからは、セカンドドライバーとして活躍する。ネーナとラルフという2人の子供が居るが、妻は居ない様子（理由は不明）。憧れのドライバーは、アラン・プロスト。
| 1993年 | カムイ（開幕戦南アフリカ、第10戦ドイツ～第16戦最終戦オーストラリア） ※第2戦～第9戦はテストドライバーとして同チームに在籍。 |
| 1994年 | カムイ（開幕戦ブラジル～第5戦スペイン） レラ・カムイ（第6戦カナダ～第16戦最終戦オーストラリア）                            |

ランディ・ブロッツァー（Randy Blotzer）
1993年の日本GPにスポット参戦して来た謎の男。国籍は不明だが、南アフリカの孤児院施設にいたのではないかということを匂わせる記述が作中にある。レースの世界では「賞金稼ぎ」として有名であり、それと同様にダーティーな走りで恐れられていた。俊郎を倒すために稼ぎ放題のF3000から転向し、ちょうど打倒レラを狙っていたカムイとの利害が一致した為に、高額の契約金と要所要所での賞金を条件に契約する。日本GPでは、ルール無視とも言えるダーティーな走りで同僚であるマイネすらもリタイアに追い込むなどやりたい放題を繰り返した挙句、最後は1コーナーで俊郎の策に嵌って自滅する。その後表舞台から姿を消していたが、純粋に俊郎にレースで勝つべく1994年イタリアGPにてマーキュリーから復帰、その高い実力でカジワラとともに俊郎に迫っていく。長年俊郎を追い続けてきた事によってソニックターンの弱点を唯一知っており、1994年日本GPではピットでの火災で火傷を負いながらも、それをカジワラに伝えた。
| 1993年 | カムイ（第15戦日本）                                                     |
| 1994年 | マーキュリー・スプレンダー（第12戦イタリア～第16戦最終戦オーストラリア） |

### スプレンダー
ゲディー・ライフソン
エンジンビルダー「スプレンダー」を率いる名伯楽、オーストラリア出身。「マエストロ」の異名をとる程のエンジンチューンの名手である。俊郎とは旧知の仲であり、俊郎が下位カテゴリーでレースをしていた時にサポートをしていた。暫くレースから離れていたが、1992年オーストラリアGPの際に俊郎に誘われてレラのパドックからレースを観戦、その際に目の当たりにしたレラのスタッフ達の情熱に心を動かされ、レラへのエンジン供給という形でレースへ復帰する。その事が1993年シーズンのレラの躍進に繋がる事となるが、1993年シーズンの終盤「このまま、俊郎がチャンピオンになってもつまらない」という理由でレラとの契約を解除（その事にレラのスタッフは激怒するが、俊郎と真田はゲディーの真意を読み取り、それを容認している）し、1994年シーズンのマーキュリーとの契約を発表する。マーキュリーとの契約後は、エンジンサプライヤーとしての枠を超えてチームの中心的人物となってチームを引っ張った。
ニール・ライフソン
ゲディーの孫で、活発な性格の少年。いつもゲディーと行動を共にしており、度々レースにも姿を見せる。親友である俊郎の影響を受けてか、物語の後半では自らレースを始めるべく両親とある賭けをし、見事レースを始める事が決まった。イタズラ好きな一面があり、ジョーなどがその犠牲になってしまった。

### 主な実在F1レーサー
ナイジェル・マンセル
第一話で日向がテスト走行中のマンセルのタイムに挑んだ。1994年フランスGP決勝では日向との直接対決もしている。
アイルトン・セナ
雨に見舞われた1992年オーストラリアGP。雨に強いレーサー同士の争いとして、バトラー対セナのレインバトルが描かれている（なお、実際の1992年オーストラリアGPはドライコンディションで行われた）。
アラン・プロスト
1993年開幕戦の南アフリカGP。予選や決勝で日向との直接争いを演じた。
ミハエル・シューマッハ
1994年終盤戦。FIAの日向に対するあるペナルティに抗議して、レースボイコットを宣言した。その後日向に対するペナルティ凍結によりボイコット撤回。決勝での日向とのバトルも描かれている。

### その他
篁（たかむら）
F1を専門に取材しているカメラマンで、各地で行われるレースに必ず現れる。レラを多く取材している様で、その為かレラのスタッフとは親交があり、特に果穂とは「タカりん」「果穂ぞー」とアダ名で呼び合う程の仲良し。バトラーが目の病に冒されている事をメディアクルーの中で最初に知った男である。
ネーナ・マイネ
ルドルフ・マイネの娘。しっかり者の女の子で、弟のラルフの世話や家事などをこなしてマイネが留守の家を守っている。父親の事を必死で応援してくれたニールに好意を持っている様である。
ラルフ・マイネ
ルドルフ・マイネの息子。幼いながらも、父親の活躍を信じてひたすらに応援している。
エイミー・アンダーソン
バトラー家に仕えている、デンマーク人のメイド。アレックスに恋心を抱いている。アレックス・バトラー引退後、彼の「目」となり、身の回りの世話をしている。

## 作品に関するエピソード
全12巻のコミックスでは、毎回背表紙に書いてあるF1マシンの名前をクイズとして出題し、正解した読者には抽選で風童がその読者のリクエストに沿った描き下ろしイラストをプレゼントするという企画があった。主にリクエストの大半は、果穂・ローザ・麗香らヒロイン（ちなみにこの3人はこの企画でHAYATEシスターズと呼ばれていた）を題材にした物（サービスカット的な物から、日向ら男性陣とのカットなど）が多かった様である。またそのリクエストも回を経る毎に過激な物が出てきた様で、「ここ（コミックス）では言えない様なスゴイ事書いて来る人もいた」との事である。
この作品の連載中に、サンマリノGPでのアイルトン・セナの死亡事故が発生している。この時作品の中では1993年シーズン（勿論、セナは存命で作品に登場していた）が展開していた事もあってか、「HAYATEの中ではセナを死なせないでほしい」という旨のファンからの手紙が風童の元に多数寄せられたらしく、風童は悩んだという（結局、作品の中でもセナの事故は描かれている）。